# 하비브 마이가
하비브 디그보 남파 마이가(프랑스어: Habib Digbo G'nampa Maïga, 1996년 1월 1일 ~ )는 코트디부아르의 축구 선수로, 현재 헝가리 넴제티 버이녹샤그 I의 페렌츠바로시에서 미드필더로 활약하고 있다.

## 구단 경력

### 생테티엔
2017년 3월 4일, 마이가는 바스티아와의 경기에서 리그 1 데뷔 전을 치렀고, 0-0으로 비긴 원정 경기에서 풀타임을 소화했다. 2017년 10월 14일 FC 메스와의 경기에서 후반 교체로 들어가 95분에 3-1 승리를 확정지으면서 '레베르츠'에서의 첫 골을 기록했다.

### 메스
2018년 6월 10일, 마이가는 리그 2의 FC 메스와 1년 임대 계약을 맺고 프랑스로 복귀했다. 2018-19 시즌, 마이가와 메스는 프랑스 리그 2를 우승하고 리그 1으로 승격했다.
2019년 6월, 메스는 €1M에 선수를 영구적으로 영입할 수 있는 옵션을 활성화한 것으로 확인되었다.

## 국가대표팀 경력
마이가는 2017년 11월 모로코와의 2018년 FIFA 월드컵 예선을 앞두고 코트디부아르 축구 국가대표팀에 차출되었다.
2019년 9월 6일 베냉과의 친선 경기에서 데뷔 전을 치렀다.